# Nu dispietto
Nu dispietto è un singolo del cantante italiano Gigi D'Alessio, pubblicato il 29 marzo 2024 come terzo estratto del ventesimo album in studio Fra.

## Descrizione
Il brano vede la partecipazione vocale di una cantante italiana la cui identità è stata svelata durante il concerto che si è tenuto a Piazza del Plebiscito a giugno 2024.
(Gigi D'Alessio)
Tale cantante è risultata essere Elodie.

## Tracce
Testi e musiche di Gigi D'Alessio.
1. Nu dispietto – 3:33